# Rona II
Rona II est un ketch à gréement bermudien. C'est un voilier-école du Rona Sailing Project , dont le siège est à Southampton et qui possède aussi d'autres voiliers de formation.
Son port d'attache est Southampton au Royaume-Uni.

## Histoire
Le Rona II, un Oyster 68 , est l'un des navires exploités par le Rona Sailing Project (anciennement Rona Trust-London Sailing Project), qui est l'une des plus anciennes organisations de formation de voile au Royaume-Uni, établie depuis plus de 50 ans. Il a remplacé l'ancien ketch Rona, acheté par Lord Amory pour Rona Trust.
Rona II a été construit en 1991 par Oyster Marine (en) et il a déjà formé plus de 7 200 jeunes à la voile durant diverses campagnes internationales et trois Tall Ships' Races transatlantiques. Il est le navire amiral du Rona Sailing Project, une organisation axée sur le bénévolat. Il accueille régulièrement à bord adolescents, jeunes membres de clubs de voile, et jeunes issus des services sociaux. La fondation britannique qui le gère fait aussi prendre la mer aux personnes ayant une déficience visuelle, auditive et à celles ayant de graves difficultés d’apprentissage. 
Il a participe régulièrement à de nombreuses Tall Ships' Races et, en 2017, à l'intégralité de la RDV2017 Tall Ships' Races Regatta. À l'arrivée de la 5e étape reliant Halifax (Canada) au Havre, il est le premier en classe D, devant Vahine (Finlande) et Peter von Danzig (Allemagne). 
Il  a participé au rassemblement Les Grandes Voiles du Havre.

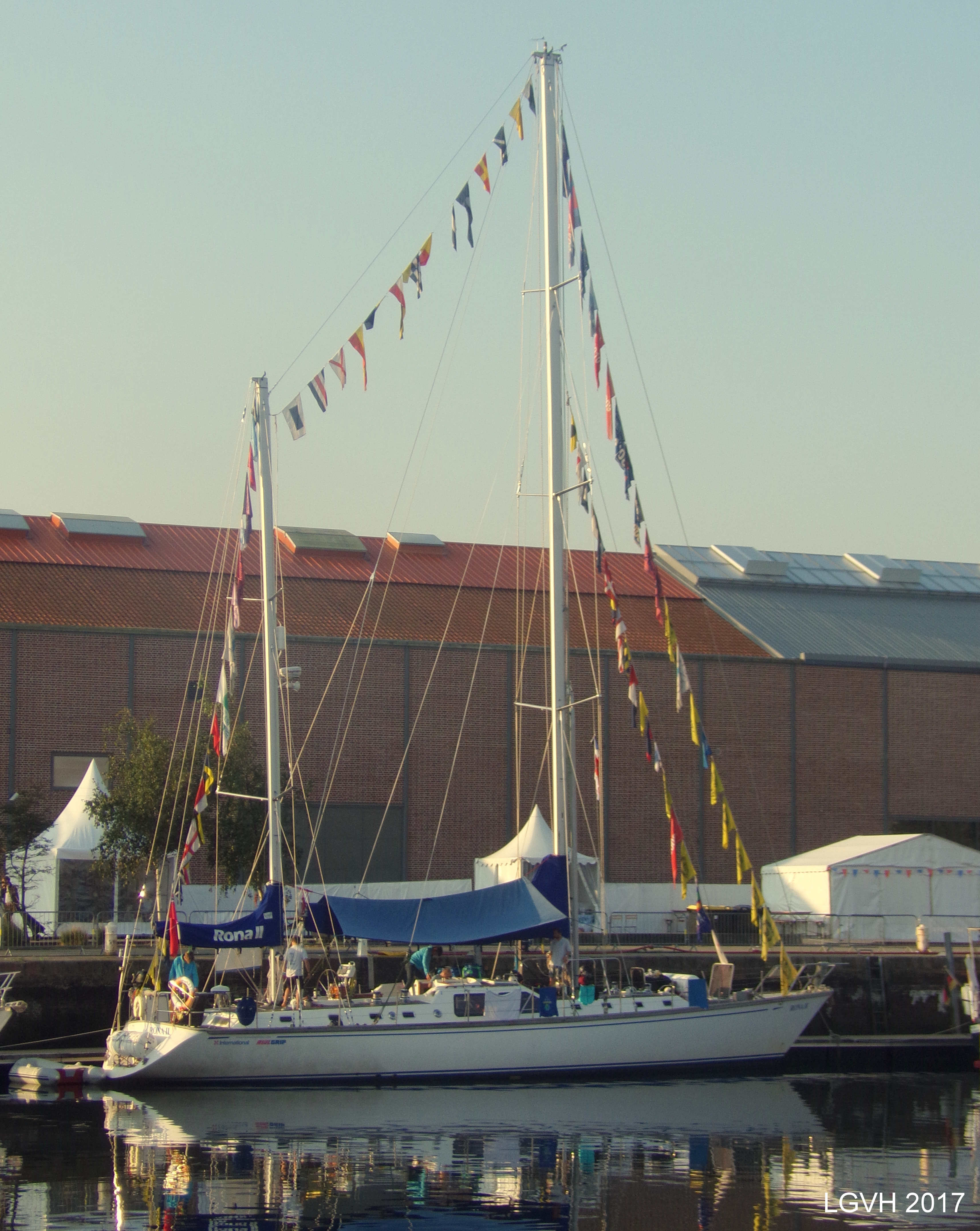
Les Grandes Voiles du Havre.